# Az Egyszerű Leány könyve
Az Egyszerű Leány könyve az egyik legrégebbi, máig fennmaradt kínai szexuálpraktikai kézikönyv, melynek sem szerzője, sem pedig keletkezési ideje nem állapítható meg pontosan.

## Keletkezése, tartalma
Az Egyszerű Leány könyve egyike Kína legrégebbi, de mindenképpen az egyik leghíresebb és legismertebb szexuálpraktikai kézikönyveinek, „hálószoba tankönyveinek”. Igen ősi műfajról van szó, annak ellenére, hogy a legkorábbi, címeik alapján ismert művek mára elvesztek. Az Egyszerű Leány könyve és vele együtt még jó néhány hasonló műre ugyanez a sors várt volna, hiszen valamikor a 9. század környékére nyomuk veszett. Hogy mégsem tűntek örökre a feledés homályába, az csupán Tamba Jaszujori (丹波康赖; 912-995) japán tudósnak köszönhető, aki 982-ben az Isinpó (医心方), vagyis „Az orvoslás legfontosabb módszerei” című, harminc kötetes gyűjteményébe felvette a Japánban őrzött néhány ilyen tárgyú kínai művet is. Ebben a gyűjteményben fedezte fel újra az értékes könyveket a kínai Je Tö-huj (Ye Dehui) (葉德輝; 1864-1927), aki újból gondozásba vette az erősen töredékes, hiányos szövegeket és ismét hozzáférhetővé tette a nagyközönség számára.
Az Egyszerű Leány könyvének pontos keletkezései ideje nem állapítható meg. Az a tény, hogy a mű a legendás Sárga Császár és tanácsadónőinek párbeszédeiből áll, koránt sem bizonyíték arra, hogy csakugyan ókori szövegről lenne szó. Ha volt is valamilyen ókori előzménye, feltételezhetően a mű jelentős része valamikor a 4-6. század környékén nyerhette el végleges formáját. Kínában nem volt szokatlan, hogy a jelentősebb alkotásokat, vagy azokat, melyeknek jelentőségét ki akarták emelni, valamelyik mitikus ős, kultúrhérosz személyéhez kötötték. Nyilvánvaló a hasonlóság a nagyszabású, s nagy jelentőségű orvosi kézikönyvek és Az Egyszerű Leány könyvének szemléletbeli, de még a szerkezeti felépítése között is. Jelen művet nem csupán a Sárga Császárnak tulajdonították, de a Belső könyvekhez hasonlóan párbeszédes formában ismerheti meg az olvasó a mű központi témájának alapvető kérdéseit. Amíg az orvosi témájú művekben a Sárga Császár nagy tudású udvari orvosainak tesz fel kérdéseket orvosi témában, addig jelen műben a hálószoba titkokkal kapcsolatban három legendás tanácsadónője, az Egyszerű Leány (Szu Nü (Su Nü) 素女), a Titokzatos Leány (Hszüan Nü (Xuan Nü) 玄女) és a Választott Leány (Caj Nü (Cai Nü) 采女) válaszolja meg a császár kérdéseit.
A műben a három tanácsadó egymást váltogatva válaszolt a Sárga Császár által feltett kérdésekre, és a szerelmi praktikák klasszikus kézikönyvének számít. A mű második felében, amely már A Titokzatos Lány könyvét alkotja, olvasható a szeretkezés kilenc pozitúrája. A mű kanonikus jellegét mutatja, hogy a metaforák mögé rejtett elnevezéses későbbi munkákban is gyakorta megjelennek.
A későbbi részekben a Titokzatos lány részletesen kifejti a jin (yin) és jang (yang) egyesüléséből keletkező „hét kárt” és „nyolc hasznot”. A nyolc haszon közé olyanok sorolandók, mint a mag megerősödése, az életerő békéje, a belső szervek haszna, a csontok megerősödése, a belső csatornák kiegyensúlyozása, a vérbőség, a testnedvek haszna és a test elrendezése. Ezek megvalósításához természetesen pontos útmutatást is mellékel. A hét kár pedig az életerő megszakadása, a mag elvesztése, a belső csatornák zavara, az életerő elfolyása, a végbél- és a húgycsőnyílás sérülése, az elzáródás, és a vér megbetegedése.

## Magyar fordításai
A művet először Vámos Péter fordította magyarra 1998-ban, majd Tokaji Zsolt újabb fordításában, Az Egyszerű Leány könyve címen külön kötetben is megjelent.
- A szeretkezés kínai tankönyveiből; vál., bev. Tőkei Ferenc, jegyz. Vámos Péter, ford. Tőkei Ferenc, Vámos Péter; Orientalisztikai Munkaközösség–Balassi, Bp., 1998 (Történelem és kultúra)
- Az egyszerű leány könyve. A szerelem művészetének kínai kézikönyve; ford., előszó, jegyz. Tokaji Zsolt; Fapadoskonyv.hu, Bp., 2011